# Bueng Kan (huyện)
Bueng Kan (tiếng Thái: บึงกาฬ) là một huyện (amphoe) thủ phủ của tỉnh Bueng Kan, đông bắc Thái Lan. Trước đây huyện này thuộc tỉnh Nong Khai.

## Lịch sử
Huyện was Ban đầu có tên là Chaiburi (ไชยบุรี) và thuộc tỉnh Nakhon Phanom. Năm 1917 đơn vị này đã được chuyển sang Nong Khai, và năm 1939, tên gọi được đổi thành Bueng Kan.

## Địa lý
Các huyện giáp ranh (từ phía đông theo chiều kim đồng hồ) là Bung Khla, Seka, Si Wilai, Phon Charoen, So Phisai và Pak Khat của tỉnh Nong Khai. Về phía bắc qua sông Mekong là tỉnh của Lào, tỉnh Viêng Chăn Bolikhamxai.

## Hành chính
Huyện này được chia thành 12 phó huyện (tambon), các đơn vị này lại được chia ra thành 131 làng (muban). Bueng Kan là một đô thị phó huyện (thesaban tambon) nằm trên một phần của tambon Bueng Kan và Wisit. Có 12 tổ chức hành chính tambon.
| STT | Tên        | Tên tiếng Thái | Số làng | Dân số |  |
| --- | ---------- | -------------- | ------- | ------ |  |
| 1.  | Bueng Kan  | บึงกาฬ          | 11      | 9.415  |  |
| 3.  | Non Sombun | โนนสมบูรณ์       | 13      | 9.113  |  |
| 4.  | Nong Kheng | หนองเข็ง        | 11      | 6.370  |  |
| 5.  | Ho Kham    | หอคำ           | 14      | 6.888  |  |
| 6.  | Nong Loeng | หนองเลิง        | 13      | 7.962  |  |
| 7.  | Khok Kong  | โคกก่อง         | 9       | 6.216  |  |
| 10. | Na Sawan   | นาสวรรค์        | 9       | 7.076  |  |
| 11. | Khai Si    | ไคสี            | 10      | 5.061  |  |
| 14. | Chaiyaphon | ชัยพร           | 13      | 7.308  |  |
| 16. | Wisit      | วิศิษฐ์           | 13      | 9.082  |  |
| 18. | Kham Na Di | คำนาดี          | 8       | 4.409  |  |
| 19. | Pong Pueai | โป่งเปือย        | 7       | 4.671  |  |

Các con số mất là tambon nay tạo thành huyện Bung Khla và Si Wilai.